# 盧納瓦納區
12°57′36″S 76°8′4″W / 12.96000°S 76.13444°W
盧納瓦納區（西班牙語：Distrito de Lunahuaná），是秘魯的一個區，位於該國中南部利馬大區的卡涅特省，始建於1821年8月4日，面積500平方公里，海拔高度479米，2005年人口4,383，人口密度每平方公里8.8人。